# Aeroportul Southport
Aeroportul Southport (în engleză Southport Airport) (IATA: SHQ, ICAO: YSPT) este un aeroport din Queensland, Australia ce deservește zona Southport⁠(d). A fost numit după zona deservită.
Situat la o altitudine de 6 m, aeroportul dispune de o singură pistă.